# Jean-François Parigi
Pour les articles homonymes, voir Parigi.
Jean-François Parigi, né le 25 janvier 1960 à Châtenay-Malabry (France), est un homme politique français, membre des Républicains. Il est député de Seine-et-Marne de 2017 à 2021 et président du conseil départemental de Seine-et-Marne depuis 2021.

## Biographie
Jean-François Parigi est originaire de Lizy-sur-Ourcq et est banquier au Crédit commercial de France.
Proche de Jean-François Copé, il est élu sur la liste de ce dernier lors des élections municipales de juin 1995 à Meaux et devient adjoint au maire, poste qu'il conserve jusqu'en 2017. De 2002 à 2017, il est également président du syndicat mixte intercommunal de traitement des ordures ménagères (Smitom) du Nord Seine-et-Marne. De 2014 à 2017, il est vice-président de la Communauté d'agglomération du pays de Meaux.
Conseiller général de Seine-et-Marne, élu dans le canton de Meaux-Sud de 2008 à 2015, il est élu conseiller départemental dans le canton de Meaux en mars 2015 et siège en tandem avec Sarah Lacroix. Le 2 avril suivant, il est élu premier vice-président du conseil départemental.
Le 17 juin 2017, il succède à Jean-François Copé, qui ne peut se représenter aux législatives dans le cadre de la législation limitant le cumul des mandats, et est élu député de Seine-et-Marne (6e circonscription) lors des élections législatives sous les couleurs des Républicains,. Conformément à la loi limitant le cumul de mandats, il quitte alors ses fonctions d'adjoint au maire et de conseiller départemental[réf. souhaitée].
Lors des élections départementales de 2021 en Seine-et-Marne, Jean-François Parigi est élu le 27 juin 2021 conseiller départemental du canton de Meaux puis  président du conseil départemental de Seine-et-Marne le 1er juillet 2021, ce qui est incompatible avec son mandat de député en application de la législation limitant le cumul des mandats en France. Il privilégie son mandat départemental, laissant vacant son siège de député, car sa suppléante, Bernadette Beauvais, maire (DVD) de la commune d’Étrépilly, souhaite conserver son mandat municipal et l'organisation d'élections législatives partielles n'étant pas possible un an avant le prochain renouvellement général de 2022.